# Superorganism

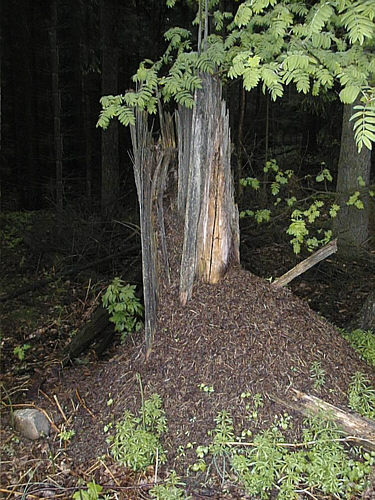
Myrstack

En superorganism är en grupp av ett stort antal individuella organismer. Individerna är beroende av varandra och ofta specialiserade. Sociala insektssamhällen, som till exempel myrstacken, brukar anges som typiska exempel på superorganismer.
Begreppet myntades av den skotske geologen James Hutton 1789 och har senare återinförts av Wheeler i början av 1900-talet och av Gaiateorins grundare James Lovelock. James Hutton, Vladimir Vernadskij och Guy Murchies forskningsarbeten har pekat mot att själva biosfären kan betraktas som en superorganism, vilket dock också är föremål för starka invändningar.
Också människan diskuteras i termer av superorganism. Människokroppen härbärgerar mikroorganismer i stora mängder, som samspelar och påverkar kroppens utveckling och funktioner under hela livet.